# Zamek Lány

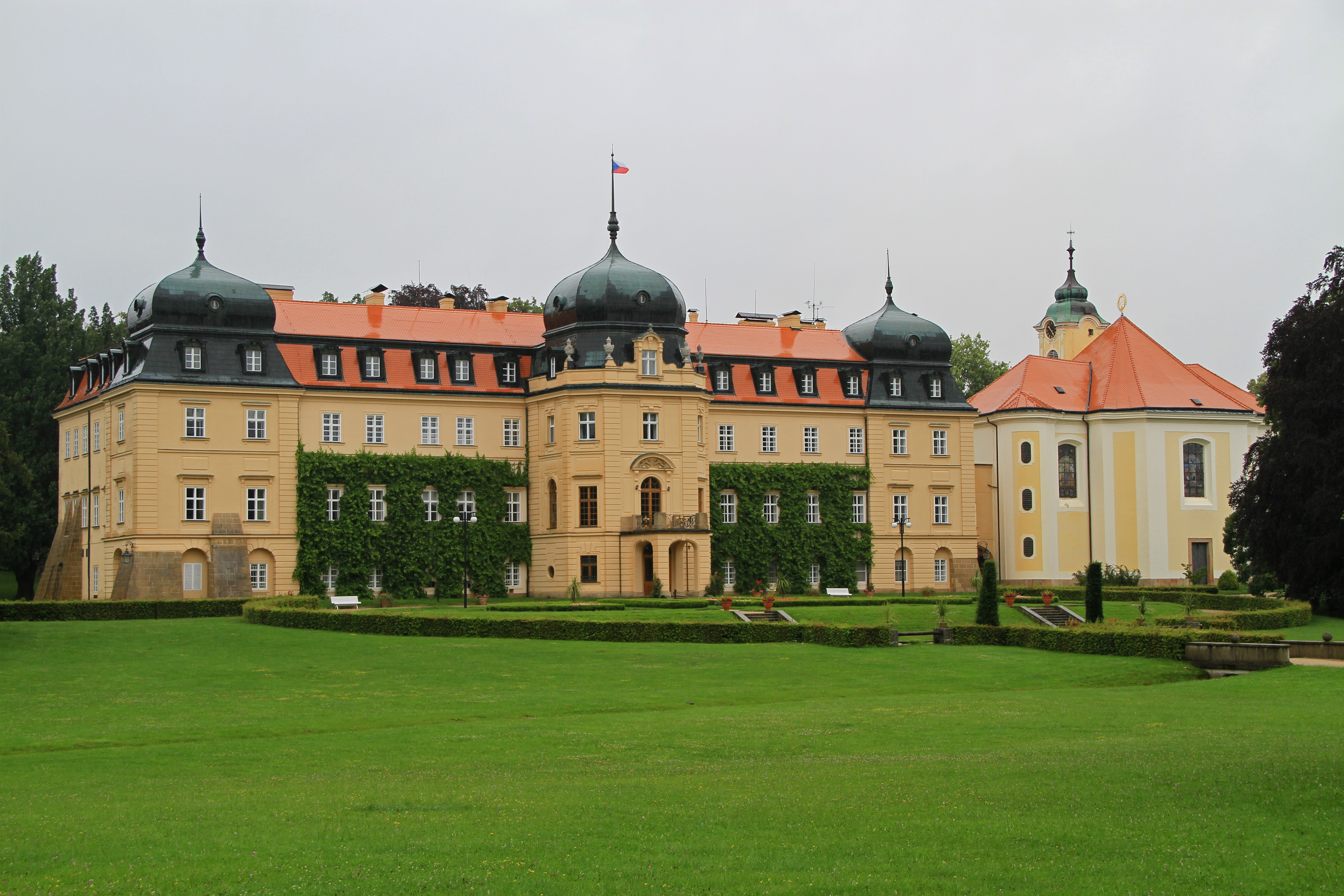
Zamek Lány

Zamek Lány – barokowa budowla znajdująca się w powiecie Kladno w Kraju Środkowoczeskim na zachód od Pragi. Zamek położony jest na północno-wschodnich krańcach ogromnych krzywokladzkich lasów (wchodzących w skład Obszaru Ochrony Przyrody Křivoklátsko). W skład kompleksu wchodzi rozległy park angielski, staw Bahňák, oranżerię oraz lański zwierzyniec.

## Historia
Według najstarszych źródeł pisanych z 1392 r. drewniany zamek był własnością Haška z Lán.  Pod koniec XVI wieku wieś stała się własnością królewskiej posiadłości cesarza Rudolfa II. Zamek został przebudowany na renesansowy pałac myśliwski. W 1652 r. budynek został ponownie przebudowany, tym razem w stylu barokowym.
Pod koniec XVII wieku stał się własnością hrabiowskiego rodu von Wallensteinów. Jan Józef von Wallenstein przebudował go w 1730 r. podnosząc o jedną kondygnację wzwyż. Niedługo potem został nabyty przez książęcy ród von Fürstenbergów, który władał nim aż do 1921 r. W tym okresie nastąpiły liczne renowacje zamku, a także znaczące przebudowy, z których za największą uznaje się tę z lat 1821-25. Książę Karol Egon II von Fürstenberg pokusił się wtedy o podniesienie budynku o kolejną, trzecią już kondygnację.

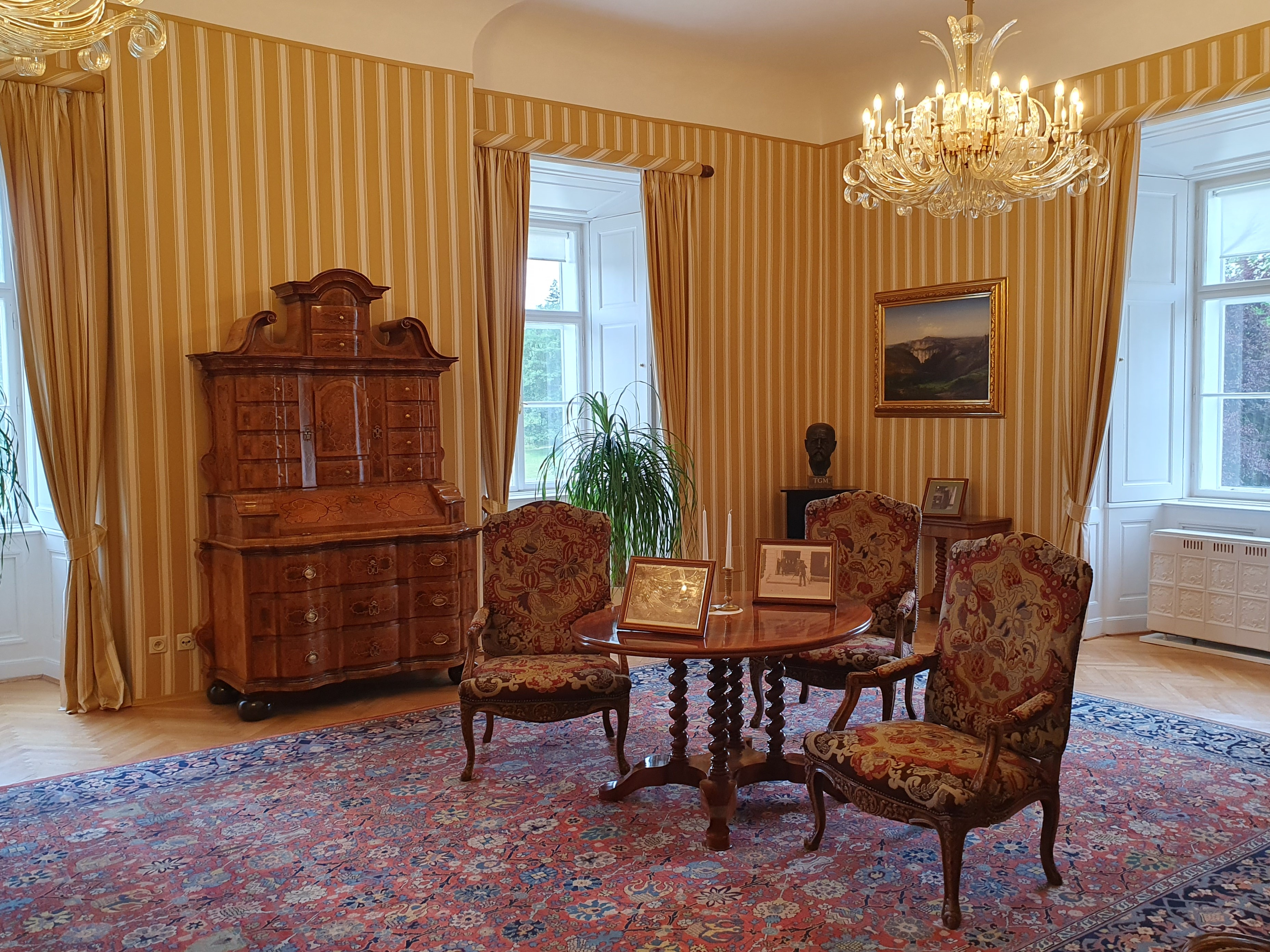
Wnętrze zamku

Od 1921 r. zamek stał się własnością państwa i stanowi oficjalną letnią rezydencję prezydentów Republiki Czeskiej. Został on wykupiony za ówczesne 25 mln CZK, a następnie odrestaurowany za sumę kolejnych 3 mln CZK. Podczas prac renowacyjnych pracowało tu ponad 300 robotników pod kierownictwem Karola Fiala. Już 6 sierpnia został oddany do użytku i szybko stał się ulubionym miejscem prezydenta Tomáša Masaryka, w którym to spędził 17 ostatnich lat swojego życia (od 1935 r. rezydując tutaj niemal na stałe).
W tym czasie zorganizowano na terenie zamku kino, a także wybudowano monumentalną fontannę z 5 wytryskami wody w postaci lwich głów. Miały one symbolizować pięć głównych części składowych państwa czechosłowackiego (Czechy, Morawy, Śląsk, Słowację i Ruś). Po śmierci byłego już prezydenta Masaryka w 1937 r. zamek był stosunkowo mało użytkowany (w czasie II wojny światowej korzystał z niego prezydent Protektoratu Emil Hácha). Sytuacja zmieniła się na lepsze po 1990 r. Od tego czasu regularnie wizytowali go urzędujący prezydenci (Václav Havel, Václav Klaus oraz Miloš Zeman).

## Turystyka
Zamek jest otwarty dla zwiedzających tylko nieregularnie. Zwykle można zwiedzać tylko otaczający go park, a także kościół i pobliską oranżerię. Wejściówka kosztuje niespełna 20 CZK.